# Ахмедов, Газимагомед Ахмедович
Газимагоме́д Ахме́дович Ахме́дов (9 мая 1952, Кегер, Дагестанская АССР — 25 ноября 2017) — российский самбист, дзюдоист и тренер, многократный чемпион мира среди ветеранов, Заслуженный тренер России.

## Биография
Родился 9 марта 1952 года в селе Унцукуль, родом из села Кегер Гунибского района Дагестана. Газимагомед был младшим из девяти детей. После школы поступил в Буйнакский сельскохозяйственный техникум. Там же начал заниматься вольной борьбой. Его первым тренером был Патах Газимагомадов. Под его руководством он стал призёром городского первенства.
С 1970 года служил в армии в Средней Азии. Там начал заниматься самбо под руководством Геннадия Калеткина. Выполнил норматив мастера спорта, стал чемпионом дивизии, победителем Азиатских игр.
После возвращения на родину организовал в Дагестанском государственном педагогическом институте секцию самбо. В 1973 году стал старшим тренером ДСО «Буревестник».
В 1976 году выполнил норматив мастера спорта по дзюдо. В 1978 году среди его учеников появились первые мастера спорта, а в следующем году его воспитанники впервые стали призёрами молодёжного первенства СССР. При этом сам Ахмедов всегда оставался в прекрасной форме, принимал участие в различных соревнованиях, был чемпионом ДСО «Буревестник».
В 1978 году окончил факультет советской торговли Дагестанского государственного университета, а в 1989 году — юридический факультет того же университета.
В 1980-е годы по его инициативе при ДСО «Буревестник» была создана школа для трудновоспитуемых подростков. Одним из её воспитанников стал заслуженный тренер России Шевалье Нусуев.
В 1990 году его ученик Рашид Ибрагимов стал чемпионом СССР. Это был первый успех дагестанской школы дзюдо. Впоследствии его ученики добивались успехов на всероссийских и международных соревнованиях. Является тренером сборной команды республики. В 1998 году ему было присвоено звание «Заслуженный работник физической культуры РД».
В 1996 году возглавил школу дзюдо. Тогда же на чемпионате мира по вольной борьбе среди ветеранов в Болгарии занял 4 место. Неоднократно становился чемпионом мира среди ветеранов по самбо.
В 1996—1998 году был заместителем секретаря Совета Безопасности республики. Участвовал в операции по вызволению журналистов из чеченского плена. По его инициативе при Совете безопасности была создана Служба безопасности из числа спортсменов.